# Ivan Eastman
Ivan Eastman (n. 1 aprilie 1884, Wisterman⁠(d), Comitatul Putnam, Ohio, Ohio, SUA – d. 28 februarie 1949, Wauseon⁠(d), Ohio, SUA) a fost un trăgător de tir ce a reprezentat Statele Unite ale Americii, medaliat olimpic. A participat la o ediție a Jocurilor Olimpice (1908) în care a câștigat o medalie de aur.

## Participări
Lista de mai jos prezintă principalele competiții la care a participat Ivan Eastman de-a lungul carierei.
- shooting at the 1908 Summer Olympics – men's military rifle, team[*]